# زاهوری (ناحیه سمیلی)
زاهوری (به چکی: Záhoří) یک منطقهٔ مسکونی در جمهوری چک است که در ناحیه سمیلی واقع شده‌است. زاهوری ۵۲۶ نفر جمعیت دارد و ۵۰۱ متر بالاتر از سطح دریا واقع شده‌است.